# Der blaue Oskar
Der blaue Oskar ist ein vom Fernsehen der DDR produzierter Schwank von Hartmut Ostrowsky aus dem Jahr 1982.

## Handlung
Gottlieb Donner möchte der perfekte Ehemann für seine Frau Hilde sein. Er will ihr eine besondere Überraschung machen, doch die Heimlichkeiten, um sein Präsent vorerst geheim zuhalten, lassen in Hilde den Gedanken aufkeimen, ihr Mann habe eine Affäre. Seine Erklärungen, was die ständigen Anrufe in letzter Zeit zu bedeuten haben, machen die Angelegenheit nur noch schlimmer und auch ihre Nachbarin Fräulein Krause erhärtet den Verdacht, Gottlieb gehe ihr fremd.
Dabei wollte Donner nur seinen Trabant, den „blauen Oskar“ verkaufen. Zu den Interessierten zählen auch drei Frauen, die in der Autoanzeige eine Partnerannonce gesehen hatten. Donners Frau Hilde wird es zu viel und verlässt fluchtartig das Haus. Sie kann jedoch von Fräulein Ute wieder abgefangen werden, die zusammen mit ihrem Verlobten das Auto kaufen wollen. Letztlich stellt sich heraus, dass Donners Telefonnummer und Adresse versehentlich in die Rubrik „Eheanbahnung“ geraten ist.

## Produktion
Das Studio in Halle (Saale) übertrug die Aufführung dieses Lustspiels am 24. November 1982 im 1. Programm des Fernsehens der DDR aus dem Fernsehtheater Moritzburg.